# Spix' ara
Spix' ara (Cyanopsitta spixii) is een grote blauwe papegaai met een lange staart, die de enige soort binnen het geslacht Cyanopsitta vormt. Deze ara is uitgestorven in het wild in Brazilië. De soort werd eind jaren 1980 voor het laatst in het wild gezien. Er zijn nog tientallen individuen die in gevangenschap gehouden worden.
Het eerste wetenschappelijk gedocumenteerde exemplaar werd in 1819 gevangen door Johann Baptist von Spix. Dit exemplaar werd 13 jaar later door Johann Georg Wagler geldig voor de wetenschap beschreven.

## Kenmerken
De soort is 55 tot 57 cm lang en weegt (in gevangenschap) 296 tot 400 g. Deze papegaai is overwegend blauw van kleur. De kruin is groenachtig blauw, de oorstreek is grijs en de huid rond het oog tot aan de snavel is donkergrijs en vormt een soort masker. De snavel is zwart. De vleugels en de staart zijn donkerder blauw. Het verenkleed is bij beide geslachten gelijk.

## Verspreiding en leefgebied
De vogel kwam oorspronkelijk voor in de Braziliaanse caraiba-bossen, met name de boom Tabebuia aurea. Dit zijn vrij droge bosgebieden met veel plantensoorten uit de cactus- en wolfsmelkfamilie in het midden van Brazilië; meer specifiek in het grensgebied tussen de provincies Piauí, Pernambuco en Bahia. De laatste exemplaren die in het wild werden gezien bevonden zich in het dal van de Rio São Francisco.

## Status
De vogel was sinds 1819 bekend. In 1967 werd de vogel volledig beschermd en toen leek het of de vogel in het wild al was uitgestorven. In 1985 en 1986 werd de vogel herontdekt in het dal van de Rio São Francisco. Deze vogels werden gevangen. Rond 2000 werd een ara losgelaten die later werd waargenomen gepaard aan een vrouwtje Illigers ara (Primolius maracana). Daarnaast bestonden er in 2012 80 geregistreerde ara's in gevangenschap en dan nog een dozijn vogels in particuliere collecties. Verder zijn er collecties van balgen afkomstig van in gevangenschap overleden exemplaren.
De vogel is uitgestorven in het wild en staat sinds 2019 als zodanig op de Rode Lijst van de IUCN. In 2018 werd een kweek- en herintroductieprogramma opgezet in samenwerking met vogelparken waar zich dieren in gevangenschap bevinden zoals het Jurong Birdpark in Singapore, de Zoologischer Garten Berlin en Pairi Daiza in Henegouwen. In Curaçá (deelstaat Bahia in Brazilië) wordt gewerkt aan ecologisch herstel van een gebied waar de vogels kunnen worden losgelaten in de hoop dat zich daar een zichzelf in standhoudende populatie vormt. In maart 2020 vertrokken de eerste dieren richting het gebied. In 2022 werden de eerste acht individuen uitgezet.

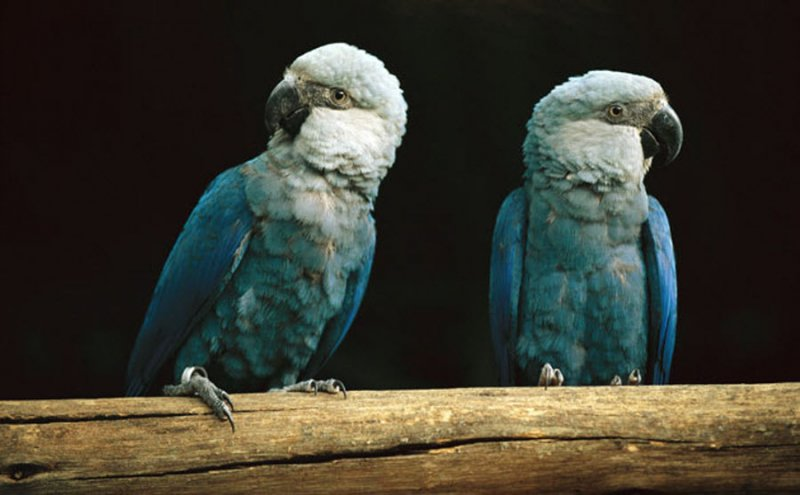